# Torneo de Cluj-Napoca
El Torneo de Cluj-Napoca (oficialmente Transylvania Open) es un torneo de tenis profesional femenino, celebrado en Bucarest, Rumania. Realizado desde 2014, este evento de nivel WTA 250 se juega al aire libre en canchas de arcilla roja.
En 2021 el evento cambio de sede, antes se jugaba en Bucarest ahora se juega en Cluj-Napoca.

## Campeonas

### Individual
| En Bucarest:    |                                                    |                                                    |                                                    |                                                    |                                                    |
| 2014            | Simona Halep                                       | Roberta Vinci                                      | 6-1, 6-3                                           |                                                    |                                                    |
| 2015            | Anna Schmiedlová                                   | Sara Errani                                        | 7-6(3), 6-3                                        |                                                    |                                                    |
| 2016            | Simona Halep                                       | Anastasija Sevastova                               | 6-0, 6-0                                           |                                                    |                                                    |
| 2017            | Irina-Camelia Begu                                 | Julia Goerges                                      | 6-3, 7-5                                           |                                                    |                                                    |
| 2018            | Anastasija Sevastova                               | Petra Martić                                       | 7-6(4), 6-2                                        |                                                    |                                                    |
| 2019            | Elena Rybakina                                     | Patricia Maria Țig                                 | 6-2, 6-0                                           |                                                    |                                                    |
| 2020            | Torneo cancelado debido a la Pandemia de COVID-19. | Torneo cancelado debido a la Pandemia de COVID-19. | Torneo cancelado debido a la Pandemia de COVID-19. | Torneo cancelado debido a la Pandemia de COVID-19. | Torneo cancelado debido a la Pandemia de COVID-19. |
| En Cluj-Napoca: |                                                    |                                                    |                                                    |                                                    |                                                    |
| 2021            | Andrea Petković                                    | Mayar Sherif                                       | 6-1, 6-1                                           |                                                    |                                                    |
| 2022            | Anna Blinkova                                      | Jasmine Paolini                                    | 6-2, 3-6, 6-2                                      |                                                    |                                                    |
| 2023            | Tamara Korpatsch                                   | Elena-Gabriela Ruse                                | 6-3, 6-4                                           |                                                    |                                                    |
| 2024            | Karolína Plíšková                                  | Ana Bogdan                                         | 6-4, 6-3                                           |                                                    |                                                    |

### Dobles
| En Bucarest:    |                                                    |                                                    |                                                    |                                                    |                                                    |
| 2014            | Elena Bogdan Alexandra Cadanțu                     | Çağla Büyükakçay Karin Knapp                       | 6-4, 3-6, [10-5]                                   |                                                    |                                                    |
| 2015            | Oksana Kalashnikova Demi Schuurs                   | Andreea Mitu Patricia Maria Țig                    | 6-2, 6-2                                           |                                                    |                                                    |
| 2016            | Jessica Moore Varatchaya Wongteanchai              | Alexandra Cadanțu Katarzyna Piter                  | 6-4, 7-6(5)                                        |                                                    |                                                    |
| 2017            | Irina-Camelia Begu Ioana Raluca Olaru              | Elise Mertens Demi Schuurs                         | 6-4, 6-3                                           |                                                    |                                                    |
| 2018            | Irina-Camelia Begu Andreea Mitu                    | Danka Kovinić Maryna Zanevska                      | 6-3, 6-4                                           |                                                    |                                                    |
| 2019            | Viktória Kužmová Kristýna Plíšková                 | Jaqueline Cristian Elena-Gabriela Ruse             | 6-4, 7-6(3)                                        |                                                    |                                                    |
| 2020            | Torneo cancelado debido a la Pandemia de COVID-19. | Torneo cancelado debido a la Pandemia de COVID-19. | Torneo cancelado debido a la Pandemia de COVID-19. | Torneo cancelado debido a la Pandemia de COVID-19. | Torneo cancelado debido a la Pandemia de COVID-19. |
| En Cluj-Napoca: |                                                    |                                                    |                                                    |                                                    |                                                    |
| 2021            | Natela Dzalamidze Kaja Juvan                       | Katarzyna Piter Mayar Sherif                       | 6-3, 6-4                                           |                                                    |                                                    |
| 2022            | Kirsten Flipkens Laura Siegemund                   | Kamilla Rakhimova Yana Sizikova                    | 6-3, 7-5                                           |                                                    |                                                    |
| 2023            | Jodie Burrage Jil Teichmann                        | Leolia Jeanjean Valeriya Strakhova                 | 6-1, 6-4                                           |                                                    |                                                    |
| 2024            | Caty McNally Asia Muhammad                         | Harriet Dart Tereza Mihalíková                     | 6-3, 6-4                                           |                                                    |                                                    |
| 2025            | Magali Kempen Anna Sisková                         | Jaqueline Cristian Angelica Moratelli              | 6-3, 6-1                                           |                                                    |                                                    |